# Robert Yarchoan

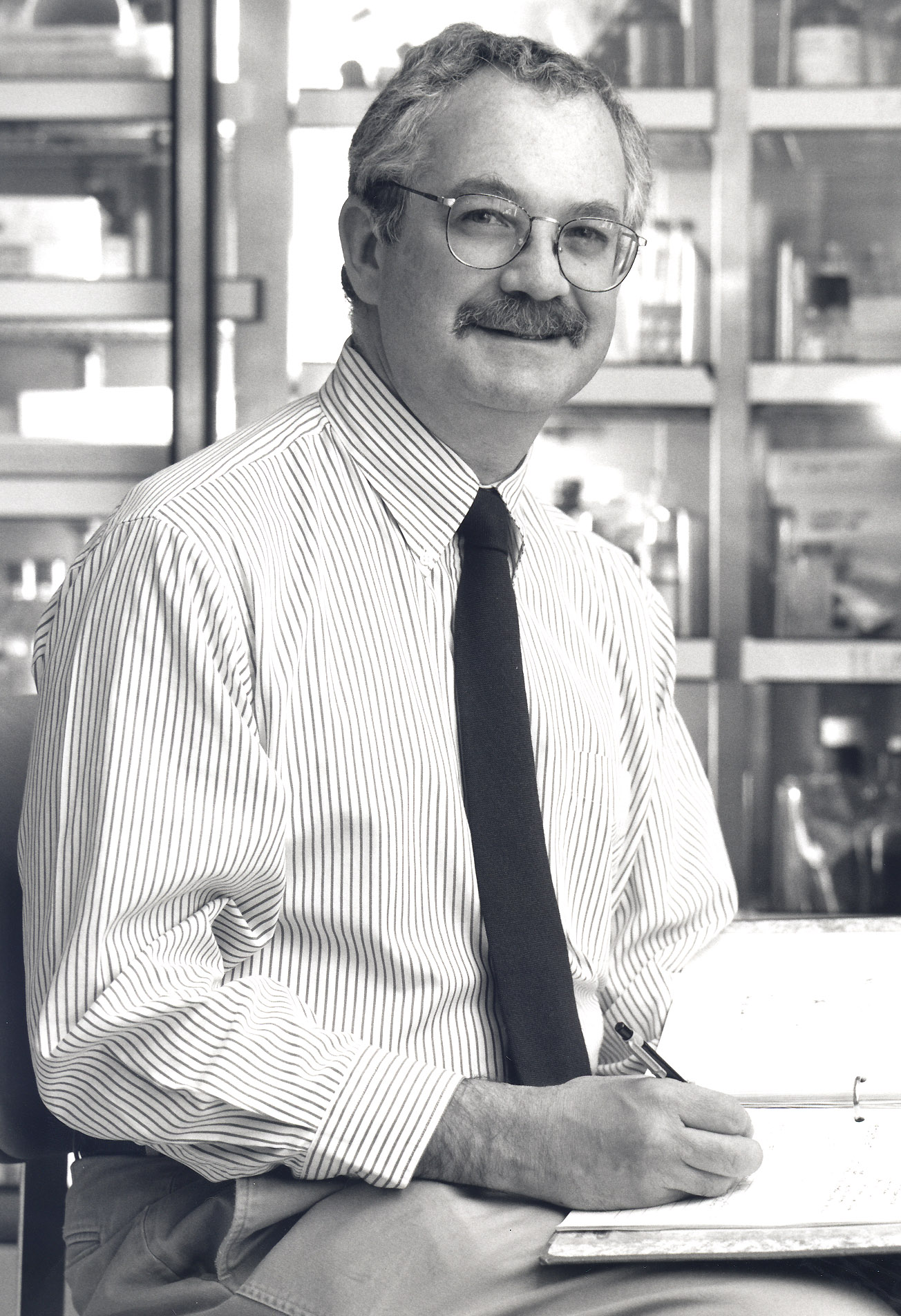
Robert Yarchoan (1997)

Robert Yarchoan (* 21. Juli 1950 in New York City) ist ein US-amerikanischer Mediziner.
Yarchoan wuchs in Oceanside auf und studierte am Amherst College mit dem Bachelor-Abschluss 1971 und Medizin an der University of Pennsylvania mit dem M.D.-Abschluss 1975. Seinen Arzt im Praktikum und die Facharztausbildung in innerer Medizin absolvierte er an der University of Minnesota und anschließend als Immunologe am National Cancer Institute (NCI), wo er schließlich im Labor von Samuel Broder war. 1991 wurde er Abteilungsleiter in der medizinischen Sektion des NCI und 1996 Leiter der neu gegründeten Abteilung für HIV. 2007 wurde er erster Direktor des Office of HIV and AIDS Malignancy (OHAM) am NCI.
Er gehörte zur Gruppe am NCI mit Samuel Broder und dem Virologen Hiroaki Mitsuya (* 1950), die das erste wirksame Medikament gegen AIDS fanden (Azidothymidin, Zidovudin, AZT). Sie entwickelten einen Medikamententest für Aids und untersuchten zuerst bekannte Virostatika, darunter das von Burroughs Wellcome zur Verfügung gestellte AZT, das zuerst 1964 von Jerome Horwitz synthetisiert worden war und man fand auch schon, dass es die DNA-Replikation blockiert. Nach klinischen Studien (geleitet von Yarchoan) wurde das Medikament bereits 1987 in den USA zugelassen. Er leitete auch die klinischen Tests zu Didanosin.
Er ist Fellow der American Association for the Advancement of Science und erhielt eine Reihe von Auszeichnungen für seine AIDS-Forschung am NCI und der NIH. Er ist Ehrendoktor des Amherst College.